# Tvättho

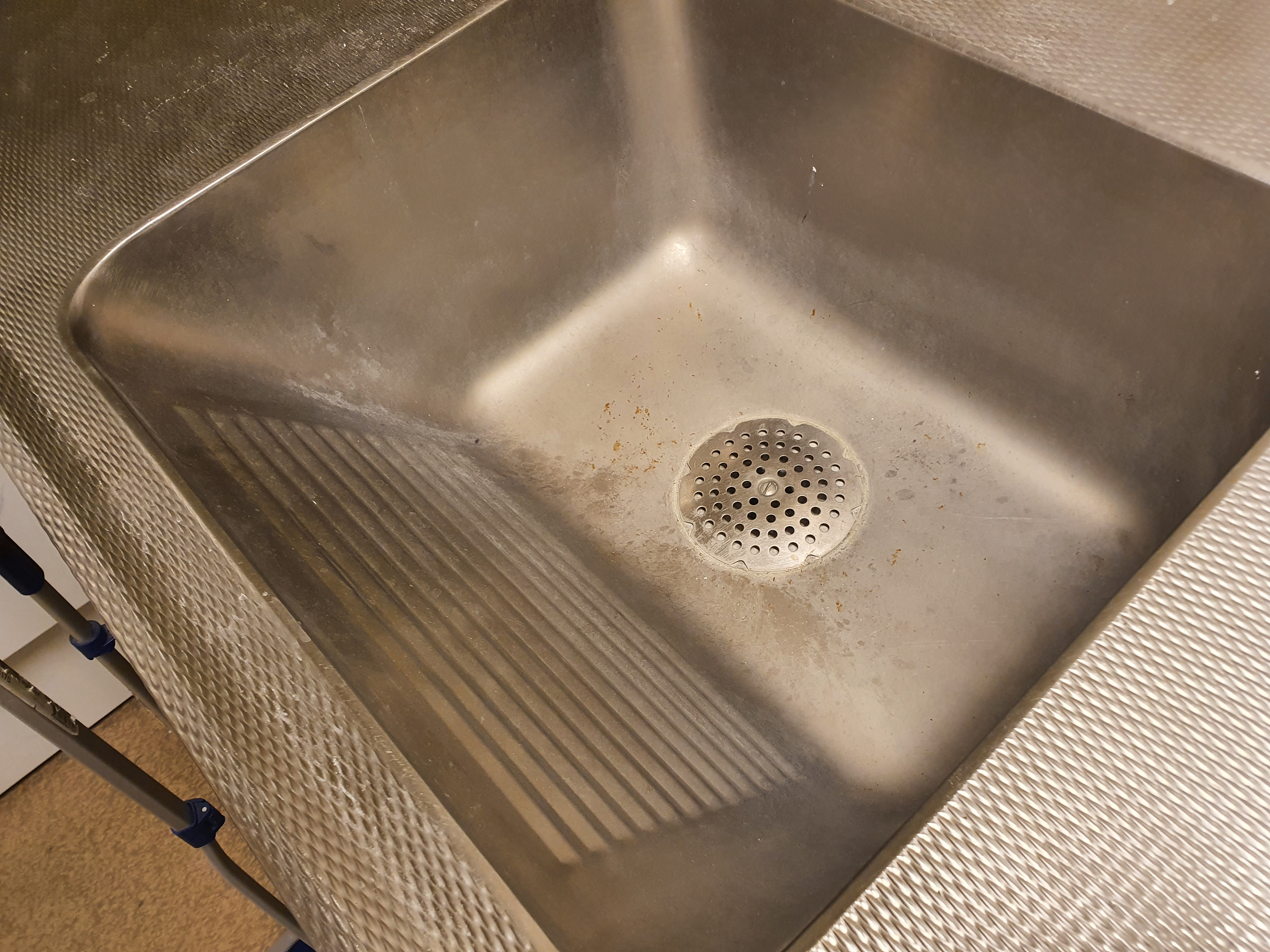
Tvättho med skrubbräde (räfflad sida).

Tvättho är ett tvättställ som är anpassad för handtvätt av textilier.
Den skiljer sig (ofta) från till exempel diskhon genom minst en lutande sida försedd med räfflor som på en tvättbräda, ibland kallat skrubbräde. I vissa fall kan tvättbrädan finnas på sidan. Tvätthon är normalt även större och djupare.